# Morchies
Morchies är en kommun i departementet Pas-de-Calais i regionen Hauts-de-France i norra Frankrike. Kommunen ligger i kantonen Bertincourt som tillhör arrondissementet Arras. År 2022 hade Morchies 210 invånare.

## Befolkningsutveckling
Antalet invånare i kommunen Morchies
| Referens: INSEE |